# محیط زیست‌گرایی انجیلی
محیط زیست‌گرایی انجیلی (انگلیسی: Evangelical environmentalism) یک جنبش زیست‌محیطی در ایالات متحده است که در آن برخی مسیحیان انجیلی بر دستورهای کتاب مقدس در مورد نقش بشر به عنوان سرپرستی (الهیات) و مسئولیت بعدی برای مراقبت از خلقت تأکید کرده‌اند. در حالی که این جنبش بر مسائل زیست‌محیطی‌های مختلف تمرکز کرده‌است، بیشتر به دلیل تمرکزش در پرداختن به اقدام فردی و سیاسی در مورد تغییرات آب و هوا از دیدگاه الهیاتی مبتنی بر کتاب مقدس شناخته شده‌است.
برخی از گروه‌های انجیلی در آموزش دانش و توسعه آگاهی از گرمایش جهانی با محیط بانان متحد شده‌اند. انجمن ملی انجیلی‌ها، یک سازمان غیرانتفاعی، در تلاش است تا قانونگذاران را تشویق به تصویب قانونی کند که محدودیت‌هایی را بر انتشار کربن در ایالات متحده ایجاد کند.